# نظریه کاشت
نظریه کاشت (Cultivation Theory) بر آثار تدریجی و درازمدت رسانه‌ها به ویژه تلویزیون، بر شکل‌گیری تصویر ذهنی مخاطبان از دنیای اطراف و مفهوم‌سازی آنان از واقعیت اجتماعی تأکید می‌کند. نظریه کاشت که به وسیله جرج گربنر و همکارانش در مدرسه ارتباطات دانشگاه پنسیلوانیا ارائه شده، بر آن است که تماشای تلویزیون نقش مستقلی در مفهوم‌سازی مخاطبان از واقعیت اجتماعی دارد. فرضیه اصلی و گرداننده پژوهش کاشت این است که هر چقدر مردم زمان بیشتری را صرف تماشای تلویزیون کنند، باورها و فرض‌هایشان در مورد زندگی و جامعه، بیشتر با پیام‌های مکرر و ثابت در برنامه‌های هنری، تفریحی و سرگرمی تلویزیونی همخوان خواهد شد.
نظریه کاشت در پژوهش ارتباطی جایگاه برجسته‌ای داشته و پروژه شاخص‌های فرهنگی بیش از ۳۰۰ سند منتشر شده علمی را تولید کرده‌ است. اگرچه پژوهش ابتدایی کاشت به صورت خاص به خشونت تلویزیونی می‌پرداخت، اما بعد از چند سال پژوهش‌ها حوزه گسترده‌تری را مطالعه کردند و به مسائلی چون نقش‌های جنسیتی، تصور از پیری، جهت‌گیری‌های سیاسی، نگرش‌های زیست‌محیطی، علم، سلامت، دین، اقلیت‌ها، مشاغل و سایر موضوعات پرداختند. پژوهش‌های مشابهی در آرژانتین، استرالیا، انگلستان، آلمان، مجارستان، اسرائیل، هلند، روسیه، کره جنوبی، سوئد، تایوان و جاهای دیگر نیز انجام شده‌ است.
نظریه کاشت جرج گربنر (۱۹۶۹) بر روش‌هایی تمرکز دارد که از طریق آن رویارویی گسترده و مکرر با رسانه‌ها در طی زمان به تدریج دیدگاه ما را در مورد دنیا و واقعیت اجتماعی شکل می‌دهد. براساس این نظریه هرچه بیشتر با این رسانه‌ها ارتباط برقرار کنیم، دیدگاه ما به جهان به دیدگاه رسانه‌ها شبیه‌تر خواهد بود.
گربنر و همکارانش معتقدند کاشت یک فراگرد بی سمت و سو نیست، بلکه شبیه فراگرد جاذبه‌ای است. هر گروه از بینندگان ممکن است در جهت متفاوتی تلاش کنند اما همه گروه‌ها تحت تأثیر جریان مرکزی واحدی هستند. از این رو کاشت بخشی از یک فراگرد دائمی، پویا و پیش‌رونده تعامل میان پیام‌ها و زمینه‌های قبلی است.
فراگرد کاشت اثرهای گوناگون دارد. تأثیر عمده‌ای که موضوع مطالعات زیادی بوده است، تصویر دنیای اطراف است. گرنبر و همکارانش دریافتند که کسانی که خیلی زیاد از تلویزیون استفاده می‌کنند، در مقایسه با کسانی که کمتر تلویزیون تماشا می کنند، دنیا را بیشتر ناامن و بی‌ارزش می بینند. تلویزیون آمریکا به ما زندگی در دنیایی خشن را نشان می‌دهد و آنهایی که زیاد از تلویزیون استفاده می‌کنند، دنیای واقعی را نیز به همان اندازه خشن می‌بینند (نتایج کار گروه آننبرگ، از جهات مختلف، مثلا به دلیل عدم نظارت کافی بر متغیرهای دیگر، مورد تردید واقع شده است).
گربنر و همکارانش استدلال می‌کنند که در آمریکا، تلویزیون دسته‌ای از پیام‌ها را که بازتاب جریان اصلی فرهنگ آمریکایی است، انتقال می‌دهد. استدلال گربنر این است که تلویزیون به صورت بازوی اصلی فرهنگی جامعه آمریکا درآمده است. همچنین گربنر و همکارانش نوشته‌اند: تلویزیون یک عضو اصلی خانواده شده است، کسی که بیشتر اوقات داستان‌ها را می‌گوید. نظریه کاشت در پژوهش ارتباطی جایگاه برجسته‌ای داشته و پروژه شاخص‌های فرهنگی بیش از ۳۰۰ سند منتشر شده علمی را تولید کرده‌ است. اگرچه پژوهش ابتدایی کاشت به صورت خاص به خشونت تلویزیونی می‌پرداخت، اما بعد از چند سال پژوهش‌ها حوزه گسترده‌تری را مطالعه کردند و به مسائلی چون نقش‌های جنسیتی، تصور از پیری، جهت‌گیری‌های سیاسی، نگرش‌های زیست‌محیطی، علم، سلامت، دین، اقلیت‌ها، مشاغل و سایر موضوعات پرداختند. پژوهش‌های مشابهی در آرژانتین، استرالیا، انگلستان، آلمان، مجارستان، اسرائیل، هلند، روسیه، کره جنوبی، سوئد، تایوان و جاهای دیگر نیز انجام شده‌ است.

در برنامه‌ریزی ارتباطات، نظریه کاشت به ما خاطرنشان می کند که ارتباط در «دنیای نمادین» روی می‌دهد، دنیاهایی که احتمالا تا حدی آفریده رسانه‌های گروهی هستند. مثلا یک پیکار ارتباطی برای استخدام کارگران مهاجر، از یافته‌هایی درباره میزان اعتماد بینندگان پرمصرف و کم‌مصرف تلویزیون سود می‌برد. پرسش «آیا می توان به مردم اعتماد کرد؟» را در نظر بگیرید. احتمال اینکه بینندگان پر مصرف در پاسخ این پرسش بگویند «شما باید خیلی محتاط باشید» بیشتر است تا اینکه بینندگان کم مصرف چنین جوابی بدهند.

## تجدید نظر در نظریه گربنر

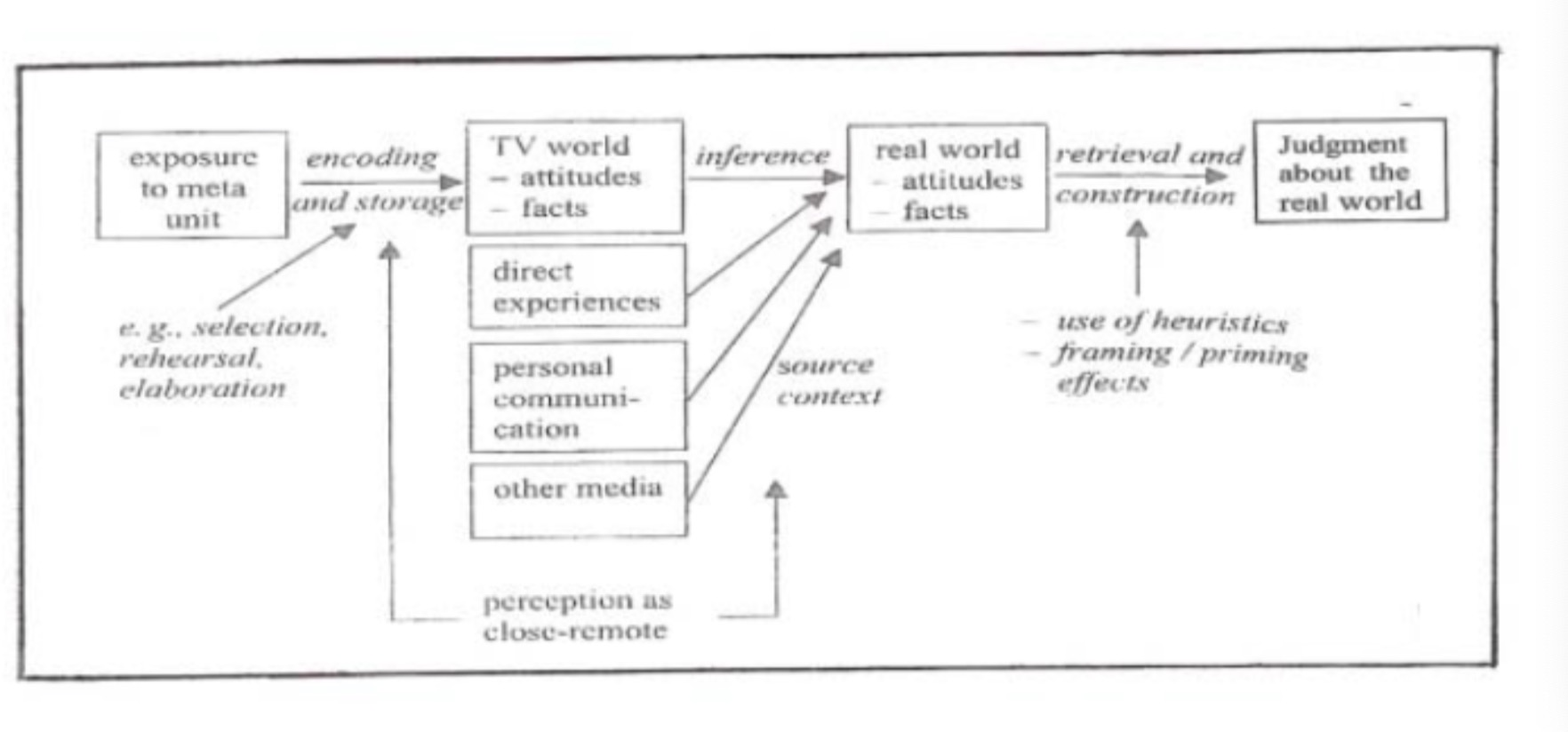
this diagram summarizes the process of cultivation theory from a psychological point of view

این نظریه موفق نشد تا نظریه پژوهشگران این عرصه را جلب کند و با انتقاداتی روبرو شد. از جمله منتقدین این نظریه می‌توان به «پل هیرش»، «رابین»، «تیلور» و «پرس» اشاره کرد. «گرینر» در واکنش به انتقادات «پل هیرش» این نظریه را مورد تجدید نظر قرار داده و عناصری را بدان افزود.
پس از تجدید نظر گربنر دو مفهوم «متداول‌سازی» و «تشدید» را به این نظریه افزود. با این مفاهیم این واقعیت‌ها در نظر گرفته می‌شود که تماشای بیش از حد تلویزیون نتایج متفاوتی برای گروه‌های اجتماعی مختلف دارد. متداول‌سازی هنگامی روی می‌دهد که تماشای بیش از حد تلویزیون، منجر به تشدید تقارن دیدگاه‌ها در گروه‌ها می‌شود و تشدید هنگامی روی می‌دهد که اثر کاشت در گروه خاصی از جمعیت بیشتر شود.
با افزودن این دو مفهوم، نظریه کاشت دیگر مدعی اثر همسان و سراسری تلویزیون بر همهٔ تماشاگران پرمصرف نیست؛ بلکه ادعای نظریه این است که، تلویزیون با متغیرهای دیگر در تعامل قرار می‌گیرد؛ به شیوه‌ای که تماشای تلویزیون بر بعضی از گروه‌های فرعی اثر قوی گذاشته و بر بعضی دیگر تأثیری نخواهد داشت. براساس این تجدید نظر، صرف پرمصرف بودن مخاطب، موجب تأثیر فراوان تلویزیون بر مخاطب و تغییر باورهای او نخواهد شد؛ بلکه متغیرهای محیطی نیز در این اثرگذاری نقش ایفا می‌کنند.
«گربنر» در تجدید نظر خود انتقاد هیرش را که گفته بود وی کار کنترل سایر متغیرها را به‌خوبی انجام نداده‌ است، می‌پذیرد و نظر وی را مبنی بر اینکه «اگر محقق، متغیرهای دیگر را همزمان کنترل کند، تغییر باقی‌مانده را که بتوان به تلویزیون نسبت داد، خیلی کم است» را، می‌پذیرد.